# Russula pseudoraoultii
Russula pseudoraoultii Ayel & Bidaud 1996 – gatunek grzybów należący do rodziny gołąbkowatych (Russulaceae).

## Systematyka i nazewnictwo
Pozycja w klasyfikacji według Index Fungorum: Russula, Russulaceae, Russulales, Incertae sedis, Agaricomycetes, Agaricomycotina, Basidiomycota, Fungi.
Po raz pierwszy opisali go w 1996 r. Antoine Ayel i André Bidaud we Francji na kwaśnej glebie pod jodłami, wśród mchów torfowców.

## Występowanie i siedlisko
Znany jest w niektórych tylko państwach w Europie. Brak go w opracowanym w 2003 r. przez Władysława Wojewodę wykazie wielkoowocnikowych grzybów podstawkowych Polski. Po raz pierwszy jego stanowiska w Polsce podali Błażej Gierczyk i inni w 2018 r.

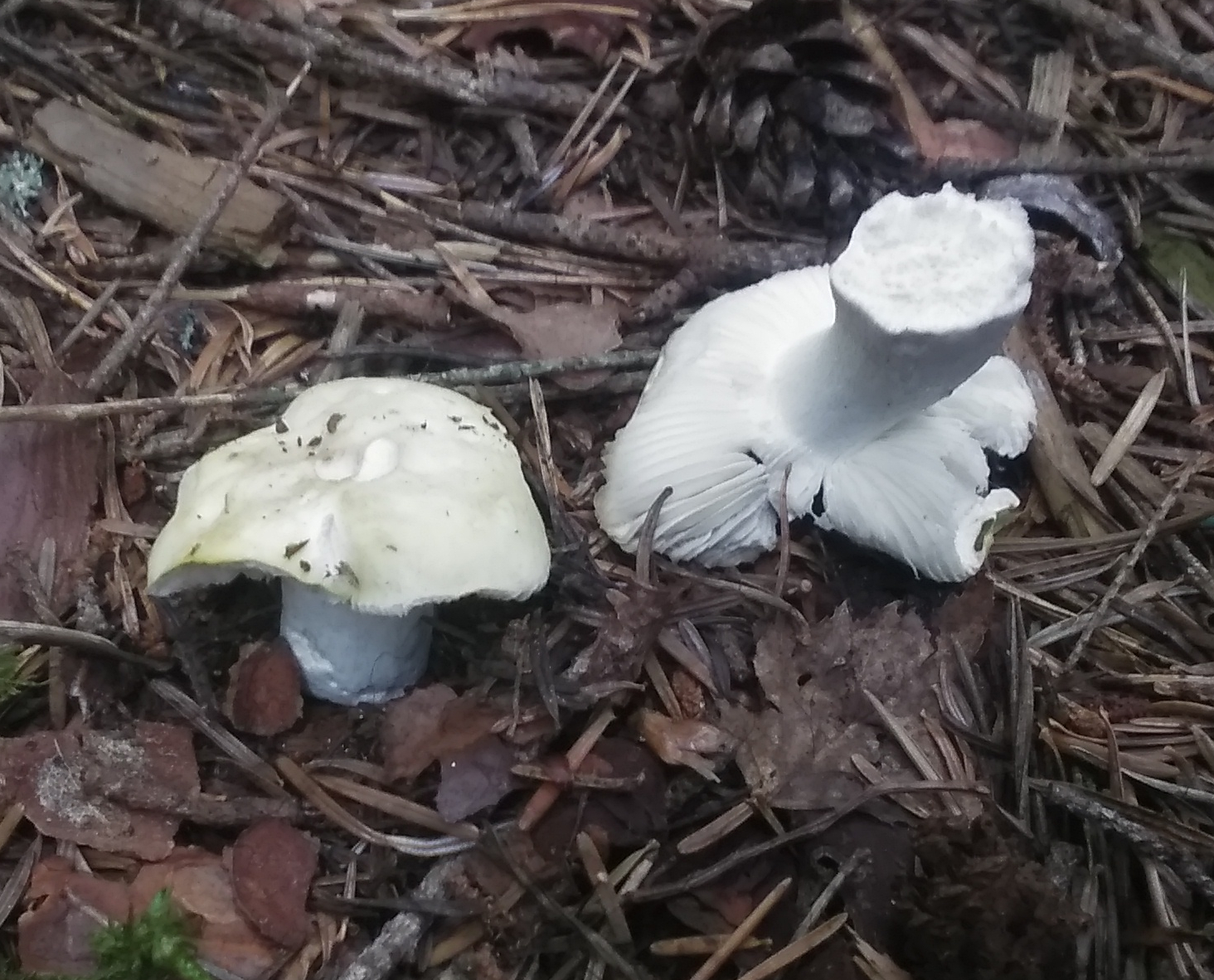